# Papstwahl 1118

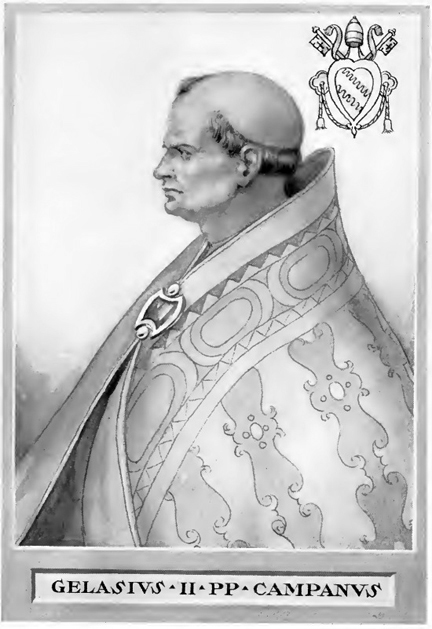
Gelasius II.

Die Papstwahl 1118 fand am 24. Januar in Rom statt. Sie bestimmte Gelasius II. zum Papst. Der Wahlgang war von den Bedingungen des Investiturstreits geprägt.

## Vorgeschichte
Am 21. Januar 1118 starb Papst Paschalis II. auf dem Höhepunkt des Investiturstreits mit Kaiser Heinrich V. Der Kaiser war zu diesem Zeitpunkt bereits seit 1112 exkommuniziert, Paschalis war erst kurz vor seinem Tod nach Rom zurückgekehrt, von wo er vor kaiserlichen Truppen hatte fliehen müssen. Verschiedene Machtgruppen des deutschen und des italienischen Reichsteils waren auf vielfältige Weisen in häufig wechselnden Bündnissen in diesen Konflikt verstrickt.

## Die Wahl
Der Wahlgang stand unter dem Eindruck der Bedrohung durch den seit 1116 mit militärischer Macht auf Italienzug befindlichen Heinrich V. Aus diesem Grund versammelte sich das Kardinalskollegium am 24. Januar 1118 (manche Quellen nennen auch eine Dauer des Wahlgangs vom 21. bis zum 24. Januar) heimlich in der kleinen Kirche Santa Maria in Pallara auf dem Palatin. Die Kardinäle hofften dort vor Angriffen durch kaiserliche Parteigänger sicher zu sein. In diesem Rahmen wurde Johannes von Gaeta, Kardinaldiakon von Santa Maria in Cosmedin, einmütig zum neuen Papst bestimmt. Als treibende Kraft hinter dieser Wahlentscheidung gilt Pietro III. Senex, der Kardinalbischof von Porto († 1133/34). Johannes, der Mönch in Montecassino gewesen war, hatte seit etwa dreißig Jahren seinen Vorgängern als Leiter der Päpstlichen Kanzlei gedient und hatte 1111 Paschalis’ Gefangenschaft geteilt.
Johannes war von 1088 an der erste Träger des Amtes eines Kanzlers der päpstlichen Kanzlei gewesen. Seine Wahl wird deshalb oft als Entscheidung zur Fortsetzung des Konfrontationskurses Paschalis’ II. gegenüber dem Kaiser interpretiert. Die Namenswahl mit Bezug auf Gelasius I. lässt sich vor diesem Hintergrund erklären: Gelasius I. hatte im 5. Jh. gegenüber Kaiser Anastasios I. und den germanischen Machthabern den Anspruch auf eine Machtteilung zwischen Kirche und weltlichen Herrschern formuliert (Zwei-Schwerter-Theorie) und zugleich die päpstlichen Besitzungen gegen weltliche Ansprüche verteidigt.
Unmittelbar nach dem oder noch während des Wahlgangs brachen Angehörige des kaiserfreundlichen Adelsgeschlechts der Frangipani unter Cencio II. Frangipane die Kirchentüren auf und nahmen die Kardinäle und den neuen Papst gefangen. Im März 1118 mussten die Frangipani Gelasius II. wegen des gewaltsamen Eintretens der römischen Bevölkerung und anderer Stadtadliger für den Papst freilassen.
Wenige Tage später wurde in Rom gemeldet, dass Heinrich V. sich mit seinem Heerzug der Stadt nähere und diese bis Ostern erreichen werde. Auf diese Nachricht hin und trotz des Eintreffens von Boten, mit denen Heinrich Verhandlungen anbot, floh Gelasius II. in seine Heimatstadt Gaeta. Heinrich ließ unterdessen am 8. Mai in Rom Maurice Bourdin, den Erzbischof von Braga, als Gregor VIII. zum Papst wählen. Gelasius II. empfing am 9. und 10. Mai in Gaeta die päpstlichen Weihen und die Treueschwüre mehrerer apulischer Fürsten.

## Kardinäle
Die Zusammensetzung des Wahlkollegiums lässt sich heute nicht mehr exakt fassen. Eine Liste, die Kardinal Pandulf Masca von Pisa mehr als ein Jahrzehnt später verfasste, nennt 49 Kardinäle als Teilnehmer, führt aber nur 35 von ihnen mit Namen auf. Doch auch diese Liste ist vermutlich nicht zutreffend, da sie Kardinäle enthält, die erst von späteren Päpsten ernannt wurden. Vermutlich beruht Pandulfs Aufzählung zumindest in Teilen auf politischen Erwägungen seiner Zeit, die von der Auseinandersetzung mit Gegenpapst Anaklet II. geprägt war.
Im Werk Alfonso Chacóns über die Papstwahlen von 1601, Vitae et res gestae summorum Pontificum a Christo domino usque ad Clemente VIII nec non S. R. E. Cardinalium cum eorumdem insignibus, handelt es sich um die erste Papstwahl, für die eine Kardinalsliste aufgeführt wird. Demnach bestand das Wahlkollegium aus folgenden 51 Kardinälen, doch auch diese Liste enthält zahlreiche Einträge, die anderen Angaben über die Amtszeiten der jeweiligen Kardinäle widersprechen:
| Kardinal                       | Nationalität | Kardinaltitel                                          | Ernannt   | Papst                    | Andere Titel                                                                          |
| ------------------------------ | ------------ | ------------------------------------------------------ | --------- | ------------------------ | ------------------------------------------------------------------------------------- |
| Crescentius                    | Italien      | Kardinalbischof von Sabina                             | 1100      | Paschalis II.            |                                                                                       |
| Pietro III. Senex              | Italien      | Kardinalbischof von Porto                              | 1102      | Paschalis II.            |                                                                                       |
| Vitale I.                      | Italien      | Kardinalbischof von Albano                             | 1116      | Paschalis II.            |                                                                                       |
| Lamberto Scannabecchi          | Italien      | Kardinalbischof von Ostia                              | 1114      | Paschalis II.            | der spätere Papst Honorius II.                                                        |
| Bonifatius                     | Italien      | Kardinalpriester von San Marco                         | 1100      | Paschalis II.            |                                                                                       |
| Benedikt                       | Italien      | Kardinalpriester von San Pietro in Vincoli             | 1102      | Paschalis II.            |                                                                                       |
| Anastasio                      | Italien      | Kardinalpriester von San Clemente                      | 1112      | Paschalis II.            |                                                                                       |
| Divitius                       | Italien      | Kardinalbischof von Santi Silvestro e Martino ai Monti | 1102      | Paschalis II.            | nach anderen Quellen erst von 1121 an Kardinalbischof                                 |
| Giovanni                       | Italien      | Kardinalpriester von Santa Cecilia in Trastevere       | 1107      | Paschalis II.            |                                                                                       |
| Theobaldus                     | Italien      | Kardinalpriester von Santi Giovanni e Paolo            | 1117      | Paschalis II.            |                                                                                       |
| Rainier                        | Italien      | Kardinalpriester von Santi Marcellino e Pietro         | 1099      | Urban II.                |                                                                                       |
| Konrad von Suburra             | Italien      | Kardinalpriester von Santa Pudenziana                  | 1113      | Paschalis II.            | der spätere Papst Anastasius IV.                                                      |
| Gregorius                      | Italien      | Kardinalpriester von Santa Prisca                      | 1107      | Paschalis II.            |                                                                                       |
| Desiderius                     | Italien      | Kardinalpriester von Santa Prassede                    | 1115      | Paschalis II.            |                                                                                       |
| Deusdedit                      | Italien      | Kardinalpriester von San Lorenzo in Damaso             | 1116      | Paschalis II.            |                                                                                       |
| Gregor aus Sienna              | Italien      | Kardinalpriester von San Lorenzo in Lucina             | 1116      | Paschalis II.            |                                                                                       |
| Johannes, OSBCas               | Italien      | Kardinalpriester von Sant’Eusebio                      | 1114      | Paschalis II.            |                                                                                       |
| Guido, OSB                     | Italien      | Kardinalpriester von Santa Balbina                     | 1116      | Paschalis II.            |                                                                                       |
| Giovanni da Crema              | Italien      | Kardinalpriester von San Crisogono                     | 1117      | Paschalis II.            | später Päpstlicher Legat in England                                                   |
| Sasso de Anagni                | Italien      | Kardinalpriester von Santo Stefano Rotondo             | 1117      | Paschalis II.            |                                                                                       |
| Petrus Pisanus                 | Italien      | Kardinalpriester von Santa Susanna                     | 1112      | Paschalis II.            |                                                                                       |
| Amicus OSBCas                  | Italien      | Kardinalpriester von Santa Croce in Gerusalemme        | 1099      | Urban II.                | nach anderen Quellen erst von 1020 an Kardinalpriester von Santa Croce in Gerusalemme |
| Ugo Visconti                   | Italien      | Kardinalpriester von Santi XII Apostoli                | 1112      | Paschalis II.            |                                                                                       |
| Sigizo                         | Italien      | Kardinalpriester von San Sisto                         | 1117      | Paschalis II.            |                                                                                       |
| Johannes von Gaeta OSBCas      | Italien      | Kardinaldiakon von Santa Maria in Cosmedin             | 1089      | Urban II.                | Der bei dieser Gelegenheit gewählte Papst Gelasius II.                                |
| Gregor OSB                     | Italien      | Kardinaldiakon von Sant’Eustachio                      | 1108      | Paschalis II.            |                                                                                       |
| Romulado Guarana               | Italien      | Kardinaldiakon von Santa Maria in Via Lata             | 1112      | Paschalis II.            |                                                                                       |
| Gregorio Caetani               | Italien      | Kardinaldiakon von Santa Lucia in Septisolio           |           |                          | war nach neuerer Forschung zu diesem Zeitpunkt nicht Inhaber des Amtes                |
| Aldo da Ferentino              | Italien      | Kardinaldiakon von Santi Sergio e Bacco                | 1099      | Urban II.                |                                                                                       |
| Teobaldo Boccapecora           | Italien      | Kardinaldiakon von Santa Maria Nuova                   | unbekannt | vermutlich Paschalis II. | Der spätere Papstelekt Coelestin II.                                                  |
| Roscemanno Sanseverino OSBCas  | Italien      | Kardinaldiakon von San Giorgio in Velabro              | 1106      | Paschalis II.            |                                                                                       |
| Petrus Pierleoni OSBCluny      | Italien      | Kardinaldiakon von Santi Cosma e Damiano               | 1109      | Paschalis II.            | der spätere Papst Anaklet II.                                                         |
| Oderisio di Sangro OSBCas      | Italien      | Kardinaldiakon von Sant’Agata dei Goti                 | 1112      | Paschalis II.            |                                                                                       |
| Comes                          | Italien      | Kardinaldiakon von Santa Maria in Aquiro               | 1112      | Paschalis II.            |                                                                                       |
| Gregorio Papareschi di Guidoni | Italien      | Kardinaldiakon von Sant’Angelo in Pescheria            | 1116      | Paschalis II.            |                                                                                       |
| Giovanni                       | Italien      | Kardinaldiakon von San Callisto                        |           |                          | Wohl Falschangabe Cacóns, da San Callisto erst im 15. Jahrhundert Titelkirche wurde.  |